# Regnellidium diphyllum
Regnellidium diphyllum là một loài dương xỉ trong họ Marsileaceae. Loài này được Lindm. mô tả khoa học đầu tiên năm 1904.